# Pirates de Pittsburgh (LNH)
Pour l’article homonyme, voir Pirates de Pittsburgh.
Les Pirates de Pittsburgh sont une franchise professionnelle de la Ligue nationale de hockey, la ligue principale de hockey sur glace d'Amérique du Nord, qui évolue à Pittsburgh en Pennsylvanie entre 1925 et 1930. À la fin de cette saison, les finances de l'équipe sont au plus bas et la franchise est déménagée à Philadelphie pour jouer la saison 1930-1931 en tant que Quakers de Philadelphie. La tentative de redressement est un échec et la franchise est dissoute. L'équipe ne participe jamais à une seule finale de la Coupe Stanley.

## Histoire

### Création et première saison dans la LNH
Au début des années 1920, les Yellow Jackets de Pittsburgh évoluent dans la United States Amateur Hockey Association et remportent sous la direction de Dick Carroll deux titres de champions de l'USAHA en 1924 et 1925. Des difficultés financières forcent le propriétaire de l'équipe et ancien arbitre de hockey sur glace, Roy Schooley, à vendre l'équipe à James F. Callahan. L'équipe, renommée Pirates en l'honneur de l'équipe de baseball de la ville, se voit accorder une place dans la Ligue nationale de hockey le 7 novembre 1925, la troisième équipe basée aux États-Unis du circuit après les Bruins de Boston (1924) et les Americans de New York (1925),. James Cleghorn est recrutée pour devenir l'entraîneur de l'équipe.
L'équipe compte dans ses rangs l'athlète canadien Lionel Conacher, qui en signant un contrat de 3 ans pour 7 500 dollars par saison devient le joueur le mieux payé de la LNH. La LNH voyant les salaires des joueurs augmenter décide de mettre un plafond salarial de 35 000 dollars par équipe. L'équipe des Pirates joue son premier match de la saison dans la LNH le 26 novembre contre les Bruins. Conacher inscrit le premier but de l'équipe et la victoire 2 à 1 est assurée par Harold Darragh. Deux jours plus tard, les Pirates battent les Canadiens de Montréal dans leur patinoire sur le score de 1 à 0. Au début de la deuxième période, les supporters des Canadiens ont la surprise de voir Alphonse Lacroix s'aligner devant leurs buts à la place de Georges Vézina, l'unique gardien de l'équipe depuis 18 saisons. Il s'agit du dernier match de Vézina qui meurt 4 mois plus tard de la tuberculose.
Le premier match à domicile de l'équipe est joué le 2 décembre 1925 dans le Duquesne Gardens devant la plus haute affluence de l'histoire de la salle, estimée à près de 10 000 personnes par The Pittsburgh Press. Ce sont les visiteurs, les Americans de New York, qui s'imposent sur le score de 2 à 1 en prolongation. Après un début de saison alternant victoires et défaites, les Pirates connaissent une succession de six défaites entre le 23 décembre et mi-janvier. Le 26 décembre, les Americans et les Pirates se livrent à un festival offensive avec un record de 141 tirs totalisés pour les deux équipes ; Roy Worters de Pittsburgh arrête 70 palets contre 67 arrêts pour Jake Forbes mais ce sont tout de même les joueurs de New York qui s'imposent 3 à 1. L'équipe termine la saison comme elle l'avait commencé en remportant 7 victoires lors 8 deniers matchs. Finalement, les Pirates comptent 19 victoires, 16 défaites et 1 match nul, la troisième fiche de la ligue et sont opposés en séries éliminatoires à la deuxième équipe au classement, les Maroons de Montréal. Le premier match est joué à Pittsburgh devant 7 000 personnes et malgré l'ouverture du score par le défenseur Rodger Smith, ce sont les visiteurs qui s'imposent sur le score de 3 à 1 avec des buts inscrits par Reg Noble, Charles Dinsmore et Merlyn Phillips. Le deuxième match est également jouer à Pittsburgh et malgré deux buts inscrits par les Maroons au premier tiers-temps, les Pirates parviennent à revenir au score par Darragh lors de la deuxième période mais Phillips inscrit son deuxième but de la soirée pour donner deux buts d'avance à Montréal à la fin du tiers. L'équipe de Pittsburgh arrache le match nul 3 partout grâce à deux filets dans le dernier tiers mais ce n'est pas suffisant pour battre les Maroons qui remportent la série 6 à 4. Avec 19 points dont 14 buts, Hubert Milks est le meilleur réalisateur de l'équipe de la saison régulière pour ces deux statistiques, Harold Darragh étant le meilleur passeur avec 7 aides décisives. Les Pirates sont alors la seule équipe à ne pas avoir de joueurs parmi les 10 meilleurs pointeurs de la LNH.

### Saison 1926-1927
Pour la saison suivante, la LNH décide d'ajouter trois nouvelles équipes à son circuit avec l'ajout des Black Hawks de Chicago et des Cougars de Détroit, anciennement Rosebuds de Portland et des Cougars de Victoria de la Western Canada Hockey League. Une deuxième équipe est également créée à New York : les Rangers. Il est alors décidé d'avoir une division Américaine et une division Canadienne même si l'appellation est trompeuse, les Americans jouant dans la division Canadienne. Malgré les arrivées en intersaison de Johnny McKinnon en provenance des Canadiens de Montréal et de Ty Arbour des Maroons de Vancouver (WCHL), les Pirates débutent la saison par une défaite avant d'enchaîner trois victoires lors des rencontres suivantes. Des tensions entre l'entraîneur en chef et le joueur vedette Conacher se font sentir dès le début de la saison : Conacher reçoit une amende de 200 dollars après avoir rejoint le camp d'entraînement de l'équipe avec deux semaines de retard,,. Mi-décembre, alors que l'équipe a une fiche de 3 victoires, 5 défaites et 1 match nul, Conacher est échangé aux Americans de New York en échange d'un joueur de 32 ans, Charlie Langlois, et de 2 000 dollars. Harold Cotton est le nouveau capitaine de l'équipe mais quand celle-ci rencontre les Americans une semaine plus tard ce sont ces derniers qui s'imposent sur le score de 2 à 0, avec une passe décisive et un but de l'ancien joueur des Pirates, Conacher. Le reste de la saison n'est pas meilleure pour les Pirates qui finissent quatrième de la division, huit points derrière Chicago et une fiche de 15 victoires, 3 matchs nuls et 26 défaites. Avec 22 points et 16 buts, Milks est une nouvelle fois le meilleur réalisateur de l'équipe. Roy Worters est l'unique gardien de but utilisé au cours de la saison. Les matchs de l'équipe n'attirent pas assez de spectateurs avec une moyenne de 2 000 personnes par rencontres, les propriétaires de l'équipe et de la patinoire commençant à se poser des questions sur la pérennité de l'équipe dans la ville.

### Saison 1927-1928
La saison 1927-1928 des Pirates débute par une série de défaites et il faut attendre le douzième match, le 22 décembre, pour voir l'équipe de Pittsburgh l'emporter 3 à 2 en prolongation contre Toronto. La fiche de l'équipe est alors de 1 victoire, 8 défaites et 3 matchs nuls. La seule recrue de l'intersaison, Samuel Rothschild, est suspendu par l'équipe le 26 décembre en raison d'une condition physique en dessous de ce qui était demandé par l'entraîneur de l'équipe. Début 1928, les Pirates commencent à trouver leur rythme en enchaînant 4 victoires fin janvier, début février. Au même moment, Irwin Wener propriétaire des Arrows de Philadelphie de la Canadian-American Hockey League déclare avoir posé une option pour racheter les Pirates pour la saison prochaine. Quelques jours plus tard, un article dans la presse de Cleveland assure que Wener a acheté l'équipe mais le président du club de Pittsburgh, Horace Townsend, assure ne pas avoir d'offre pour le rachat de la franchise ou des joueurs et qu'il ne cherche pas d'acheteurs.
Un mois plus tard, alors qu'il ne reste que 9 matchs sur le calendrier, les Pirates comptent 12 victoires, 15 défaites et 8 matchs nuls et peuvent croire encore à la qualification pour les séries. Ils arrivent à combiner six victoires consécutives pour la fin de leur calendrier et se glissent à la troisième place de la division pour une place en séries, deux points devant Détroit. Comme lors deux ans auparavant, le premier tour des séries est joué en deux matchs et la meilleure équipe au total de buts est qualifiée pour la suite. Le premier match devait être joué dans la patinoire des Pirates mais le match est relocalisé à New York dans la patinoire de leur adversaires, les Rangers de New York. En effet, ces derniers évoluent dans le Madison Square Garden d'une capacité de 18 000 places. Cette rencontre se joue le 27 mars et les Rangers prennent le large lors de la première période avec trois buts inscrits par Frank Boucher, Fred Cook et Alex Gray. Un quatrième but par Ivan Johnson vient sceller la rencontre et donner peu d'espoir aux Pirates pour la qualification.Le second match de la série est joué deux jours plus tard et malgré une ouverture du score par les Rangers en début de match, les Pirates reviennent au score avant la fin de la période grâce à un but inscrit par Martin Burke. Rodger Smith donne un but d'avantage pour Pittsburgh en deuxième tiers-temps. Les Rangers reviennent à deux buts partout au début de la dernière période mais Smith inscrit un nouveau but avant que Harold Cotton ne vienne assurer la victoire des visiteurs, leur première en séries éliminatoires. Cette victoire ne change rien à la série qui tourne à l'avantage des Rangers qui remportent par la suite la première Coupe Stanley de leur histoire.

### Saison 1928-1929
En octobre 1928, il est annoncé officiellement dans la presse que Benny Leonard, ancien boxeur professionnel, est le nouveau propriétaire des Pirates. Des années plus tard, il sera découvert qu'en fait Leonard n'était qu'un prête-nom et que le véritable propriétaire de l'équipe était William Dwyer, bootlegger et également propriétaire des Americans. Leonard passe ses deux premiers mois à négocier les contrats de plusieurs joueurs de l'équipe : Cotton, Milks, Darragh, et Worters. Il arrive à trouver un accord avec les trois premiers mais les négociations avec le gardien de l'équipe sont plus compliquées. En attendant de trouver un compromis, les Americans prêtent un gardien aux Pirates, Joseph Miller, celui-ci devant revenir à New York si Leonard et Worters parviennent à trouver un accord. La situation reste bloquée jusqu'en décembre et le transfert de Worters aux Americans pour une somme entre 20 000 dollars et 30 000 dollars selon les sources.
L'équipe abandonne pour cette saison les couleurs jaunes et noires habituelles pour jouer en bleu clair et or. Après deux défaites, les Pirates remportent leur première victoire de la saison 1928-1929 de la LNH le 20 novembre contre Chicago et il faut attendre un mois pour voir une nouvelle victoire de l'équipe. Le 21 décembre 1928, les Pirates échangent Mickey MacKay et de 12 000 dollars en retour du vétéran, champion olympique en 1920 et champion de la Coupe Stanley en 1925, Frank Fredrickson. Malgré le renfort du joueur de 33 ans dans son alignement, les Pirates ne parviennent pas à enchaîner les victoires et ils terminent la saison en tant que quatrième équipe de la division américaine avec seulement neuf victoires. En une trentaine de rencontres au cours de la saison, Fredrickson compte dix points. Malgré ce faible total, il est tout de même le troisième meilleur pointeur de l'équipe derrière Milks et Darragh qui comptent tous les deux douze points.

### Fin de la franchise - les Quakers de Philadelphie

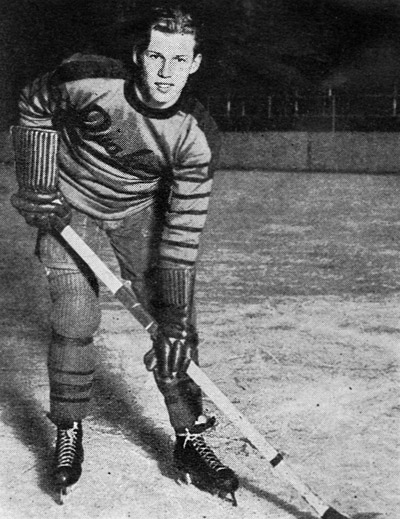
Syd Howe sous le maillot des Quakers.

En 1928, les problèmes financiers forcent Callahan à vendre l'équipe à un groupement financier mais les résultats ne sont pas pour autant au rendez-vous et la saison qui suit (1929-1930) est la pire de l'histoire des Pirates avec 36 défaites et 3 matchs nuls sur 44 rencontres. Dans le même temps, la crise financière de 1929 n'arrange pas les affaires et les nouveaux propriétaires se retrouvent à leur tour dans le rouge. Avec une dette de près de 400 000 dollars, l'équipe est déplacée à Philadelphie et devient les Quakers de Philadelphie.
L'équipe devait rester à Philadelphie le temps que Pittsburgh construise une nouvelle patinoire pour accueillir les anciens Pirates mais finalement après une saison catastrophique, les propriétaires décident de mettre la clé sous la porte définitivement le 5 mai 1936 quand le projet de patinoire à Pittsburgh tombe à l'eau.

## Personnalités notables
Parmi tous les joueurs à avoir porté le maillot des Pirates, certains sont honorés par la suite en étant admis au Temple de la renommée du hockey.
- Duncan MacKay admis à titre posthume en 1952[33],
- Frank Fredrickson admis en 1958[34],
- Roy Worters admis à titre posthume en 1969[35],
- Lionel Conacher admis à titre posthume en 1994[36].

Certains joueurs ayant évolué avec les Pirates ont également remporté, avant de rejoindre les Pirates, des médailles aux épreuves de hockey des Jeux Olympiques.
- Jeux olympiques d'été de 1920
  - Frank Fredrickson, médaille d'or avec l'équipe du Canada,
  - Herbert Drury, médaille d'argent avec l'équipe des États-Unis.
- Jeux olympiques d'hiver de 1924
  - Albert McCaffrey, médaille d'or avec l'équipe du Canada,
  - Herbert Drury, médaille d'argent avec l'équipe des États-Unis.

## Statistiques

### Résultats des saisons
| No | Saison    | PJ | V  | D  | N | % V  | BP  | BC  | Pts | Classement                   | Séries éliminatoires                               |
| -- | --------- | -- | -- | -- | - | ---- | --- | --- | --- | ---------------------------- | -------------------------------------------------- |
| 1  | 1925-1926 | 36 | 19 | 16 | 1 | 54,2 | 82  | 70  | 39  | 3e de la LNH                 | 4-6 sur deux matchs contre les Maroons de Montréal |
| 2  | 1926-1927 | 44 | 15 | 26 | 3 | 37,5 | 79  | 108 | 33  | 4e de la Division américaine | Non qualifiés                                      |
| 3  | 1927-1928 | 44 | 19 | 17 | 8 | 52,3 | 67  | 76  | 46  | 3e de la Division américaine | 4-6 sur deux matchs contre les Rangers de New York |
| 4  | 1928-1929 | 44 | 9  | 27 | 8 | 29,5 | 46  | 80  | 26  | 4e de la Division américaine | Non qualifiés                                      |
| 5  | 1929-1930 | 44 | 5  | 36 | 3 | 14,8 | 102 | 185 | 13  | 5e de la Division américaine | Non qualifiés                                      |

### Joueurs
Au total, 33 joueurs ont porté le maillot des Pirates au cours des cinq saisons qu'aura duré la franchise. Le dernier joueur en activité des Pirates a été Cliff Barton qui a joué son dernier match dans la LNH au cours de la saison 1939-1940 avec les Rangers de New York.
| Joueur                | PJ  | B  | A  | Pts | Pun | Saisons   | Poste         |
| --------------------- | --- | -- | -- | --- | --- | --------- | ------------- |
| Joseph Arbour         | 50  | 7  | 8  | 15  | 10  | 1926-1928 | Ailier gauche |
| Cliff Barton          | 39  | 4  | 2  | 6   | 4   | 1929-1930 | Ailier droit  |
| Louis Berlinguette    | 30  | 0  | 0  | 0   | 8   | 1925-1926 | Ailier gauche |
| Edmond Bouchard       | 11  | 0  | 0  | 0   | 2   | 1928-1929 | Ailier gauche |
| Archibald Briden      | 30  | 4  | 3  | 7   | 20  | 1929-1930 | Ailier gauche |
| Martin Burke          | 35  | 1  | 2  | 3   | 57  | 1927-1928 | Défenseur     |
| James Cleghorn        | 21  | 2  | 1  | 3   | 8   | 1925-1928 | Ailier droit  |
| Lionel Conacher       | 43  | 9  | 4  | 13  | 76  | 1925-1927 | Défenseur     |
| Harold Cotton         | 142 | 24 | 6  | 30  | 117 | 1925-1929 | Ailier gauche |
| Harold Darragh        | 206 | 59 | 32 | 91  | 38  | 1925-1930 | Ailier droit  |
| Herbert Drury         | 189 | 24 | 11 | 35  | 193 | 1925-1930 | Défenseur     |
| Gord Fraser           | 30  | 6  | 4  | 10  | 37  | 1929-1930 | Défenseur     |
| Frank Fredrickson     | 40  | 7  | 14 | 21  | 48  | 1928-1930 | Centre        |
| Albert Holway         | 44  | 4  | 0  | 4   | 20  | 1928-1929 | Défenseur     |
| James Jarvis          | 41  | 11 | 8  | 19  | 32  | 1929-1930 | Ailier gauche |
| Charlie Langlois (en) | 44  | 6  | 1  | 7   | 44  | 1926-1928 | Défenseur     |
| Fred Lowrey           | 16  | 0  | 0  | 0   | 2   | 1925-1926 | Ailier droit  |
| Gerry Lowrey (en)     | 60  | 18 | 17 | 35  | 56  | 1928-1930 | Centre        |
| Duncan MacKay         | 10  | 1  | 0  | 1   | 2   | 1928-1929 | Attaquant     |
| Rennison Manners      | 33  | 3  | 2  | 5   | 14  | 1929-1930 | Centre        |
| Albert McCaffrey      | 92  | 10 | 7  | 17  | 60  | 1927-1930 | Défenseur     |
| Francis McCurry (en)  | 145 | 21 | 11 | 32  | 119 | 1925-1929 | Ailier gauche |
| Frank McGuire (en)    | 36  | 3  | 0  | 3   | 6   | 1926-1928 | Ailier gauche |
| John McKinnon (en)    | 162 | 27 | 8  | 35  | 153 | 1926-1930 | Défenseur     |
| Hubert Milks          | 209 | 70 | 28 | 98  | 125 | 1925-1930 | Attaquant     |
| Sammy Rothschild      | 5   | 0  | 0  | 0   | 0   | 1927-1928 | Ailier gauche |
| Alfred Skinner        | 7   | 0  | 0  | 0   | 2   | 1925-1926 | Ailier droit  |
| Rodger Smith          | 195 | 20 | 4  | 24  | 172 | 1925-1930 | Défenseur     |
| Jesse Spring (en)     | 63  | 6  | 0  | 6   | 43  | 1925-1930 | Défenseur     |
| Wilfred White (en)    | 183 | 29 | 11 | 40  | 131 | 1925-1930 | Attaquant     |

### Entraîneurs
L'équipe des Pirates n'a eu que deux entraîneurs pour les cinq saisons joués : Odie Cleghorn pour les quatre premières saisons et de Frank Fredrickson pour la dernière saison. Cleghorn est le premier entraîneur de la LNH à réaliser des changements de lignes en dehors des arrêts de jeu. Il est aussi le premier à utiliser trois lignes d'attaques — à l'époque la tendance était plutôt de laisser les meilleurs joueurs sur la glace le plus longtemps possible.
| N° | Nom               | Premier match    | Dernier match | Saison régulière | Saison régulière | Saison régulière | Saison régulière | Saison régulière | Saison régulière | Séries éliminatoires | Séries éliminatoires | Séries éliminatoires | Séries éliminatoires | Séries éliminatoires |
| N° | Nom               | Premier match    | Dernier match | M                | V                | D                | N                | P                | % V              | M                    | V                    | D                    | N                    | % V                  |
| -- | ----------------- | ---------------- | ------------- | ---------------- | ---------------- | ---------------- | ---------------- | ---------------- | ---------------- | -------------------- | -------------------- | -------------------- | -------------------- | -------------------- |
| 1  | Odie Cleghorn     | 26 novembre 1925 | 17 mars 1929  | 168              | 62               | 86               | 20               | 144              | 42,9 %           | 4                    | 1                    | 1                    | 1                    | 37,5                 |
| 2  | Frank Fredrickson | 16 novembre 1929 | 18 mars 1930  | 44               | 5                | 36               | 3                | 13               | 14,8 %           | -                    | -                    | -                    | -                    | -                    |